# Luke Woodhouse
Luke Woodhouse (Bewdley, 1988. október 13. –) angol dartsjátékos. 2011-től a Professional Darts Corporation tagja. Beceneve "Woody".

## Pályafutása

### PDC
Woodhouse-nak 2020-ban sikerült először kijutnia a PDC-dartsvilágbajnokságra, miközben már 2011-től a szervezetnél versenyez. A kvalifikációt a Pro Tour ranglistán való helyezésének köszönhette, amelyen a vb sorsolása előtt a 28. helyet foglalta el. Az első fordulóban a szingapúri Paul Lim ellen kezdte meg a világbajnokságot, akit 96 feletti átlaggal 3–0-ra győzött le. A második körben a tavalyi vb döntős és a világranglistán negyedik helyet elfoglaló Michael Smith-szel játszott, akit meglepetésre 3–1-re múlt felül, 97 feletti körátlaggal. Woodhouse-nak a harmadik körben a 29. helyen kiemelt belga Dimitri Van den Bergh ellen kellett kiharcolni a továbbjutást a legjobb 16 közé, aki végül 4–2 arányban jobbnak bizonyult Woodhouse-nál.

## Világbajnoki szereplései

### PDC
- 2020: Harmadik kör (vereség  Dimitri Van den Bergh ellen 2–4)
- 2021: Első kör (vereség  Jamie Lewis ellen 2–3)
- 2022: Második kör (vereség  Damon Heta ellen 1–3)
- 2023: Második kör (vereség  Gerwyn Price ellen 1–3)
- 2024: Első kör (vereség  Berry van Peer ellen 2–3)
- 2025: Negyedik kör (vereség  Stephen Bunting ellen 0–4)

## Tornagyőzelmei

### PDC
PDC Challenge Tour
- Challenge Tour: 2013